# Emmausklooster
Het Emmausklooster is een kapucijnenklooster te Velp.

## Geschiedenis
Het klooster is gesticht na de Val van 's-Hertogenbosch in 1629 toen aldaar de uitoefening van de katholieke godsdienst werd verboden. Ook de kapucijnen moesten de stad verlaten. Hun leidsman, Basilius van Brugge, verleende zielzorg in Ravenstein en later ook in Grave. Dit was Staats en er heerste geen godsdienstvrijheid. In het Land van Ravenstein, waar Velp toe behoorde, heerste die wel. Daarom vestigden de kapucijnen zich uiteindelijk, in 1645, te Oud-Velp.
Vanuit dit klooster werd de zielzorg voor de katholieke bewoners van Grave verzorgd, vaak in het geheim. In 1662 werd het klooster uitgebreid en een nieuwe kapel werd gebouwd. In 1717-1719 werd een nieuw klooster gebouwd en in 1732 werd een kerk met een barokinterieur ingewijd. In de gevel ervan bevindt zich het wapen van Karel Philip van Palts-Neuburg, de heer van Ravenstein in 1663.
Tijdens de Franse bezetting konden de kapucijnen zich nog lange tijd handhaven, maar in januari 1812 moesten ze hun klooster ontruimen. Toen Napoleon was verslagen en het Koninkrijk der Nederlanden werd ingesteld, mochten de paters in mei 1814 hun klooster weer in bezit nemen, maar koning Willem I verbood hen novicen aan te nemen, zodat het klooster langzaam uitsterven zou. In 1840 werd door koning Willem II dit verbod ongedaan gemaakt. Er waren toen nog maar een paar, zeer bejaarde, monniken over.
Na de opheffing van het verbod kwamen er weer novicen en het klooster bloeide weer op. Ten gevolge van de ontkerkelijking in de jaren 60 van de 20e eeuw kwamen er opnieuw geen novicen meer. In 1979 werd het klooster, in samenwerking met de clarissen van Babberich, omgevormd tot een bezinningshuis.

## Gebouw

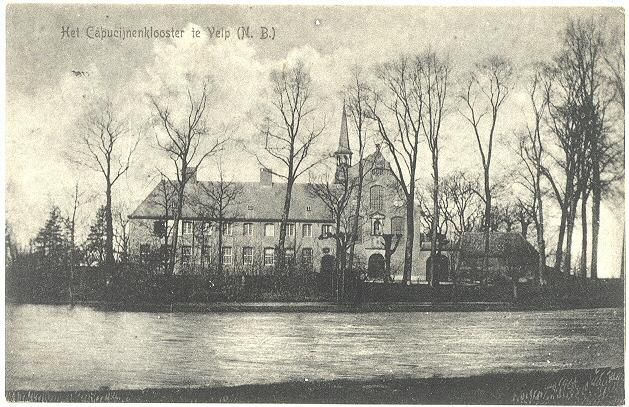
Overstroming van de Maas bij het Kapucijnenklooster

Het klooster bestaat uit een kerk en drie vleugels, die een kloostergang vormen en om een vierkante binnenhof zijn gegroepeerd. De gebouwen en de kapel dateren uit 1718. Het schip van de kerk is vergroot in 1733. De voorgevel met het wapen is uit 1663, het stenen Mariabeeld dateert van ongeveer 1700. Het stucgewelf van de kerk is uit 1846

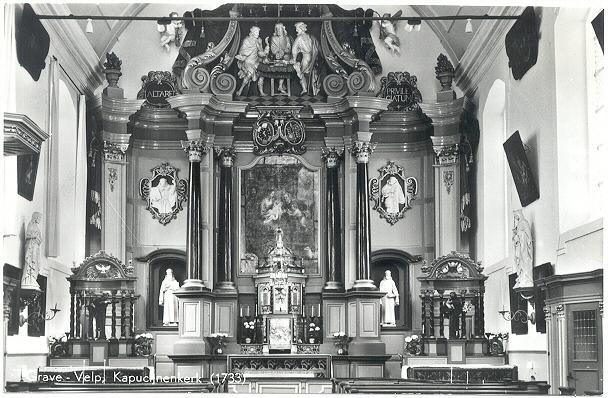
Interieur van de Kapucijnenkerk te Velp

Het interieur van de kerk bevat een 17e-eeuws houten hoofdaltaar en twee zijaltaren. Het hoofdaltaar heeft een draaiend tabernakel en de beeltenis van de Emmaüsgangers. Hier zijn de wapens te zien van de heer van Boxmeer, Frans Wilhelm van den Bergh-Hohenzollern-Sigmaringen en zijn vrouw Maria Truchsess von Waldburg Zeil. Voorts is er een schilderij waarop de Heilige Familie, de heilige Elisabeth en de heilige Johannes staan afgebeeld. Voorts zijn er schilderijen van de heilige Antonius en de heilige Franciscus. Er is een houten preekstoel uit de 17e eeuw. Ook bevat de kerk een aantal 18e-eeuwse grafzerken en wapenborden. Everdina Jacoba Wilhelmina des H.R.Rijksgravin van Weede (1685-1724) werd begraven in de kapel waar een grafzerk mer haar naam erop ligt.
Het klooster bewaart een aantal oudheden, waaronder beeldhouwwerk, meubelen en schilderijen vanaf de 16e eeuw, waaronder één in de stijl van Marinus van Reymerswale.

## Kloostertuin
In de kloostertuin bevindt zich een pestkapel uit 1670. De paters die de pestlijders verzorgden leefden in afzondering van de kloostergemeenschap en droegen aldaar de Mis op. Ook woonverblijven van deze ziekenverzorgers zijn nog aanwezig.